# Galadistes alleni
Galadistes alleni är en snäckart som beskrevs av Tom Iredale 1943. Galadistes alleni ingår i släktet Galadistes och familjen Camaenidae. Inga underarter finns listade i Catalogue of Life.